# Девід Нваба
Девід Нваба (англ. David Nwaba, нар. 14 січня 1993, Лос-Анджелес, Каліфорнія, США) — американський професіональний баскетболіст, атакувальний захисник.

## Ігрова кар'єра
На університетському рівні грав за команду Кал Полі (2013–2016). 
2016 року виставив свою кандидатуру на Драфт НБА, проте не був вибраний жодною командою. Професійну кар'єру розпочав у лютому 2017 року виступами за Лос-Анджелес Лейкерс», підписавши 10-денний контракт. 11 березня підписав новий 10-денний контракт. 21 березня вже підписав повноцінний контракт з клубом. Протягом сезону кілька разів його віддавали в оренду до фарм-клубу «Лейкерс» в Д-Лізі. 12 липня 2017 року був відрахований з команди.
З 2017 по 2018 рік грав у складі «Чикаго Буллз». 22 лютого 2018 року в матчі проти «Філадельфії» забив 21 очко, що стало його особистим рекордом результативності.
2018 року перейшов до «Клівленд Кавальєрс», у складі якої провів наступний сезон своєї кар'єри.
2019 року став гравцем «Бруклін Нетс». 19 грудня отримав травму, через яку був змушений достроково завершити сезон. Після цього, 3 січня 2020 року, клуб відрахував його зі свого складу.
23 червня 2020 року підписав контракт з «Г'юстон Рокетс».

## Статистика виступів в НБА

### Регулярний сезон
| Сезон             | Команда                | GP  | GS | MPG  | FG%  | 3P%  | FT%  | RPG | APG | SPG | BPG | PPG |
| ----------------- | ---------------------- | --- | -- | ---- | ---- | ---- | ---- | --- | --- | --- | --- | --- |
| 2016–17           | «Лос-Анджелес Лейкерс» | 20  | 2  | 19.9 | .580 | .200 | .641 | 3.2 | .7  | .6  | .4  | 6.0 |
| 2017–18           | «Чикаго Буллз»         | 70  | 21 | 23.5 | .478 | .346 | .655 | 4.7 | 1.5 | .8  | .4  | 7.9 |
| 2018–19           | «Клівленд Кавальєрс»   | 51  | 14 | 19.3 | .481 | .320 | .682 | 3.2 | 1.1 | .7  | .3  | 6.5 |
| 2019–20           | «Бруклін Нетс»         | 20  | 0  | 13.4 | .521 | .429 | .667 | 2.3 | .4  | .6  | .6  | 5.2 |
| 2020–21           | «Г'юстон Рокетс»       | 30  | 9  | 22.6 | .486 | .270 | .691 | 3.9 | 1.0 | 1.0 | .7  | 9.2 |
| 2021–22           | «Г'юстон Рокетс»       | 46  | 4  | 13.2 | .483 | .306 | .716 | 3.3 | .8  | .6  | .4  | 5.1 |
| Усього за кар'єру | Усього за кар'єру      | 237 | 50 | 19.3 | .490 | .320 | .673 | 3.7 | 1.0 | .7  | .4  | 6.8 |

## Особисте життя
Нваба — нігерійського та ігбо походження. Має двох братів та трьох сестер. Одна з них, Барбара, брала участь в олімпійських іграх 2016 року в складі легкоатлетичної збірної США.